# Puchar Sześciu Narodów Kobiet 2009
Puchar Sześciu Narodów Kobiet 2009 – ósma edycja Pucharu Sześciu Narodów Kobiet, międzynarodowych rozgrywek w rugby union dla żeńskich reprezentacji narodowych. Zawody odbyły się w dniach 6 lutego – 22 marca 2009 roku, a zwyciężyła w nich reprezentacja Anglii.
Wliczając turnieje w poprzedniej formie, od czasów Home Internal Championship i Pucharu Pięciu Narodów, była to czternasta edycja tych zawodów.

## Mecze
| 6 lutego 200919:30 | Irlandia | 7:5 | Francja | Ashbourne RFC, Ashbourne |
| 6 lutego 200919:30 |          | 7:5 |         | Ashbourne RFC, Ashbourne |

| 7 lutego 200913:30 | Anglia | 69:13 | Włochy | London Welsh RFC, Richmond upon Thames |
| 7 lutego 200913:30 |        | 69:13 |        | London Welsh RFC, Richmond upon Thames |

| 8 lutego 200912:00 | Szkocja | 10:31 | Walia | Lasswade RFC, Bonnyrigg |
| 8 lutego 200912:00 |         | 10:31 |       | Lasswade RFC, Bonnyrigg |

| 14 lutego 200913:00 | Walia | 16:15 | Anglia | Taffs Well RFC, Taff's Well |
| 14 lutego 200913:00 |       | 16:15 |        | Taffs Well RFC, Taff's Well |

| 14 lutego 200914:30 | Włochy | 17:35 | Irlandia | Stadio Maurizio Natali, Colleferro |
| 14 lutego 200914:30 |        | 17:35 |          | Stadio Maurizio Natali, Colleferro |

| 15 lutego 200915:00 | Francja | 25:12 | Szkocja | Stade Dominique Grimaldi, Arras |
| 15 lutego 200915:00 |         | 25:12 |         | Stade Dominique Grimaldi, Arras |

| 27 lutego 200918:30 | Irlandia | 13:29 | Anglia | St Mary’s RFC, Dublin |
| 27 lutego 200918:30 |          | 13:29 |        | St Mary’s RFC, Dublin |

| 28 lutego 200912:00 | Szkocja | 13:10 | Włochy | Meggetland, Edynburg |
| 28 lutego 200912:00 |         | 13:10 |        | Meggetland, Edynburg |

| 28 lutego 200915:00 | Francja | 27:5 | Walia | Stade de Sapiac, Montauban |
| 28 lutego 200915:00 |         | 27:5 |       | Stade de Sapiac, Montauban |

| 13 marca 200919:00 | Szkocja | 0:23 | Irlandia | Meggetland, Edynburg |
| 13 marca 200919:00 |         | 0:23 |          | Meggetland, Edynburg |

| 15 marca 200913:30 | Anglia | 52:7 | Francja | London Welsh RFC, Richmond upon Thames |
| 15 marca 200913:30 |        | 52:7 |         | London Welsh RFC, Richmond upon Thames |

| 15 marca 200914:30 | Włochy | 7:29 | Walia | Mira |
| 15 marca 200914:30 |        | 7:29 |       | Mira |

| 21 marca 200913:00 | Walia | 13:10 | Irlandia | Taffs Well RFC, Taff's Well |
| 21 marca 200913:00 |       | 13:10 |          | Taffs Well RFC, Taff's Well |

| 21 marca 200913:30 | Anglia | 72:3 | Szkocja | London Welsh RFC, Richmond upon Thames |
| 21 marca 200913:30 |        | 72:3 |         | London Welsh RFC, Richmond upon Thames |

| 22 marca 200914:30 | Włochy | 10:14 | Francja | Stadio Primo Nebiolo, Turyn |
| 22 marca 200914:30 |        | 10:14 |         | Stadio Primo Nebiolo, Turyn |